# Jakke Van Britsom
Jakke Van Britsom (13 februari 2007) is een Belgisch voetballer die onder contract ligt bij Club Brugge.

## Clubcarrière
Van Britsom voetbalde vier jaar bij de jeugd van KSC Lokeren, alvorens de overstap te maken naar RSC Anderlecht. In 2022 maakte hij de overstap naar Club Brugge. In juni 2024 kondigde Club Brugge aan dat het het contract van Van Britsom had opengebroken tot 2027.
Op 18 april 2024 maakte Van Britsom zijn profdebuut in het shirt van Club NXT, het beloftenelftal van Club Brugge in Eerste klasse B: op de slotspeeldag van de reguliere competitie liet interim-trainer Mitch Delcour hem tegen Francs Borains (2-0-zege) in de 83e minuut invallen.

## Clubstatistieken
| Seizoen         | Club            | Land            | Competitie      | Competitie | Competitie | Beker | Beker | Supercup | Supercup | Europees | Europees | Totaal | Totaal |
| Seizoen         | Club            | Land            | Competitie      | Wed.       | Dlp.       | Wed.  | Dlp.  | Wed.     | Dlp.     | Wed.     | Dlp.     | Wed.   | Dlp.   |
| --------------- | --------------- | --------------- | --------------- | ---------- | ---------- | ----- | ----- | -------- | -------- | -------- | -------- | ------ | ------ |
| 2024/25         | Club NXT        | Vlag van België | Eerste klasse B | 1          | 0          | —     | —     | —        | —        | —        | —        | 1      | 0      |
| Carrière totaal | Carrière totaal | Carrière totaal | Carrière totaal | 1          | 0          | 0     | 0     | 0        | 0        | 0        | 0        | 1      | 0      |

Bijgewerkt op 19 april 2025.
2 Romero ·
4 Ordóñez ·
8 Tzolis ·
9 Jutglà ·
10 Vetlesen ·
14 Meijer ·
15 Onyedika ·
16 Van den Heuvel ·
17 Vermant ·
19 Nilsson ·
20 Vanaken  · 
21 Skóraś ·
22 Mignolet ·
24 Osuji ·
27 Nielsen ·
29 Jackers ·
30 Jashari ·
41 Siquet ·
44 Mechele ·
55 De Cuyper ·
58 Spileers ·
62 Audoor ·
64 Sabbe ·
65 Seys ·
66 Yameogo ·
67 Et Taïbi ·
68 Talbi ·
71 De Corte ·
81 Vanden Driessche ·
84 Campbell ·
87 Furo ·
Coach: Hayen
Assistent-coach: Jonckheere